# Piatra Neamț
Piatra Neamț ([ˈpjatra ˈne̯amt͡s]) en alemán Kreuzburg an der Bistritz, y en húngaro Karácsonkő, es una ciudad con estatus de municipiu de Rumania. Es la capital del distrito de Neamţ.

## Geografía
Se encuentra a una altitud de 315 m sobre el nivel del mar, a 349 km de la capital, Bucarest. Debido a su ubicación privilegiada en las montañas de los Cárpatos orientales, se la considera una de las ciudades más pintorescas del país.[cita requerida]

### Distancias en kilómetros
- Roman - 47 km
- Bacău - 59 km
- Suceava - 122 km
- Iași - 131 km
- Brașov - 229 km

## Demografía
Según una estimación del año 2012, la ciudad contaba con una población de 115 178 habitantes.
| 1948   | 1956   | 1966   | 1977   | 1992    | 2002    | 2012    |
| 26 303 | 32 648 | 45 852 | 77 812 | 123 360 | 104 914 | 115 178 |